# Белое (озеро, Лавровская волость Себежского района)
Белое — озеро в муниципальном образовании «Себежское» (Лавровская волость) Себежского района Псковской области, к юго-западу от Себежского озера. По западному берегу проходила граница с Глембочинской волостью (муниципальное образование «Себежское»).
Озеро находится на территории Себежского национального парка.
Самое крупное из 37-ми озёр Псковской области под названием «Белое» Площадь — 4,7 км² (468,0 га). Максимальная глубина — 27,0 м, средняя глубина — 10,0 м. Площадь водосборного бассейна — 297,5 км².
На берегу озера расположена деревня Забелье.
Проточное. Через озеро Нечерица и реки Свольна и Дрисса соединяется с рекой Западная Двина.
Тип озера лещово-уклейный с судаком. Массовые виды рыб: щука, лещ, окунь, плотва, уклея, судак, густера, красноперка, сом, язь, ерш, карась, линь, налим, вьюн, щиповка, голец, быстрянка, верховка, бычок-подкаменщик, угорь; широкопалый рак (единично).
Для озера характерны: крутые, отлогие и низкие берега, местами заболочены, неровное дно, с песчано-каменистыми нальями; в прибрежье — леса, луга, огороды, небольшое болото со сплавинами; в литорали и сублиторали — песок, камни, галька, заиленный песок, ил, в профундали — ил, заиленный песок, камни.